# 闽清站
闽清站位于福建省福州市闽清县梅溪镇梅埔村，建于1959年，于2016年5月15日停办客运业务。距来舟站143公里，距福州站51公里。现为四等站。不办理客运业务；货运办理整车、零担货物发到；不办理石灰到达。站房面积424平方米；另在安仁溪设有停靠站，站房面积134平方米。二十世纪九十年代，由于陶瓷产业的繁荣，闽清站在当时一度非常繁忙。因为当时公路运输尚不发达，滑石、煤炭等原料的运入，陶瓷的运出都要靠铁路，每个月要发出上千个车皮。随着闽清陶瓷业的衰落，闽清站货运量大大下降。2016年5月15日，闽清站最后一趟旅客列车K45次列车到站后于22:00离开，宣告了闽清站客运历史的结束。现在闽清站成为货运站，主要运输滑石粉，月发货运列车150辆。